# Naturschutzgebiet Schnaakenmoor

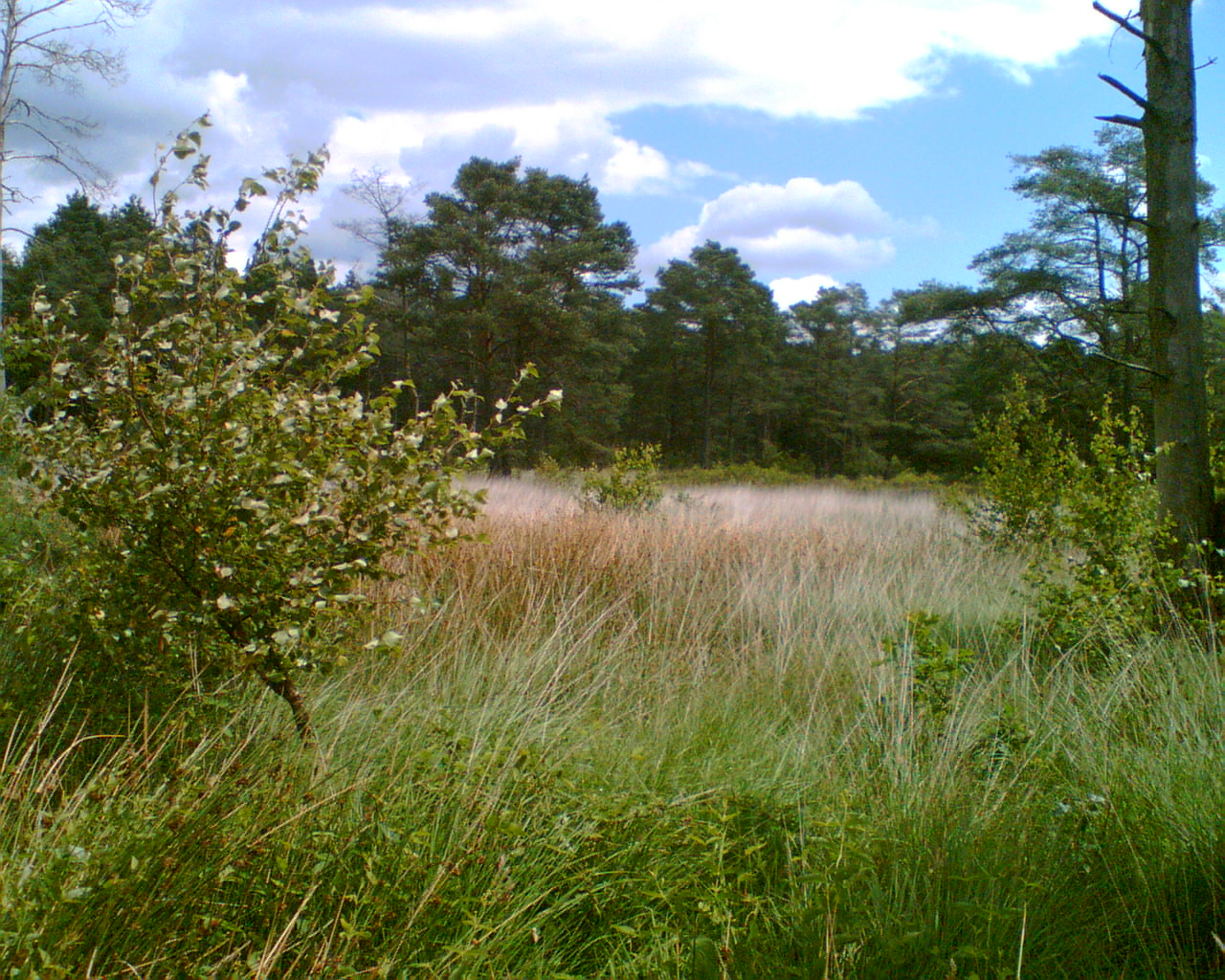
Das Schnaakenmoor im Sommer 2007

Das Naturschutzgebiet Schnaakenmoor liegt im Forstrevier Klövensteen am westlichen Rand Hamburgs im Stadtteil Rissen.
Zu dem Naturschutzgebiet gehören ebenfalls Flächen des Groten Moors, die Spitzerdorfer Moorflagen und das Gebiet zwischen Klövensteenweg, Babenwischenweg und Feldweg 83 (mit Ausnahme des Spielplatzes an dessen westlichem Ende).
Es zählt zu den wichtigsten Naherholungs- und Reitgebieten Hamburgs.
Das Schnaakenmoor entstand vor circa 10.000 Jahren am Ende der letzten Eiszeit aus Schwemmsand des Elbe-Urstromtales, der sich zu großen sichelförmigen Dünenzügen von Elmshorn bis Wittenbergen aufwehte, die Teil eines gut 100 Kilometer langen Dünengürtels von Geesthacht bis hinter Glückstadt waren. Durch die Sichelform wurde Wasser im Binnenland zurückgehalten. Später bildeten sich auf den feuchten Böden Torfmoose, die den Grundstein für das heutige Moor mit einer einen Meter dicken Torfschicht bildeten.
Erstmals am 3. April 1979 unter Schutz gestellt, wurde das Gebiet per Verordnung vom 31. Oktober 2006 erweitert. Schutzzweck nach § 2, (1) dieser VO ist es,

„den charakteristischen Komplex aus Hoch- und Übergangsmooren, Binnendünen, Heiden, Trockenrasen, Feuchtwiesen, Binnengewässern, Moor- und Bruchwäldern sowie die umgebenden standortgerechten Laubwälder als Lebensstätte für dort beheimatete seltene und gefährdete Pflanzen- und Tierarten wie Wollgräser, Torfmoose, Sonnentau, Weißes Schnabelried, Rosmarinheide, Krähenbeere und Glockenheide sowie Bekassine, Kreuzotter, Kamm-Molch, Moorfrosch, Kreuzkröte, Hochmoor-Mosaikjungfer und Sumpfschrecke zu erhalten und zu entwickeln, insbesondere offene Moore, Heiden und Trockenrasen zu vergrößern und Binnendünen freizustellen.“

Mit der Erweiterung im Jahre 2006 wurde die Fläche des Naturschutzgebietes auf rund 100 Hektar vergrößert.
Für die Wiedervernässung wurden einige Hauptentwässerungsgräben am Moorrand geschlossen, um den für die Moorbildung erforderlichen Wasserspiegel zu stabilisieren; zudem wurde der Baumbestand auf den trockengefallenen Flächen ausgelichtet. Beide Maßnahmen sind Voraussetzungen für die Ausbildung der Moorvegetation. Auf den Heide-Entwicklungsflächen wurde ebenfalls der Sekundärwald ausgedünnt, der die heidetypische Pflanzengesellschaft durch Verschattung beeinträchtigt hatte.
Einen großen Teil der Schutzgebietsfläche bildet das gleichnamige FFH-Gebiet mit der WDPA-ID 555518130.
1984 wurden 33 Bienenarten festgestellt, wobei die Sandbienenarten Andrena angustior und die beiden Schmalbienenarten Lasioglossum rufitarse und Lasioglossum fratellum am häufigsten waren.